# Capilla de San Nicolás (Gerona)
La capilla de San Nicolás es un templo románica de la ciudad española de Gerona que data del siglo XII. Está situada junto a la iglesia del monasterio de San Pedro de Galligans.

## Historia

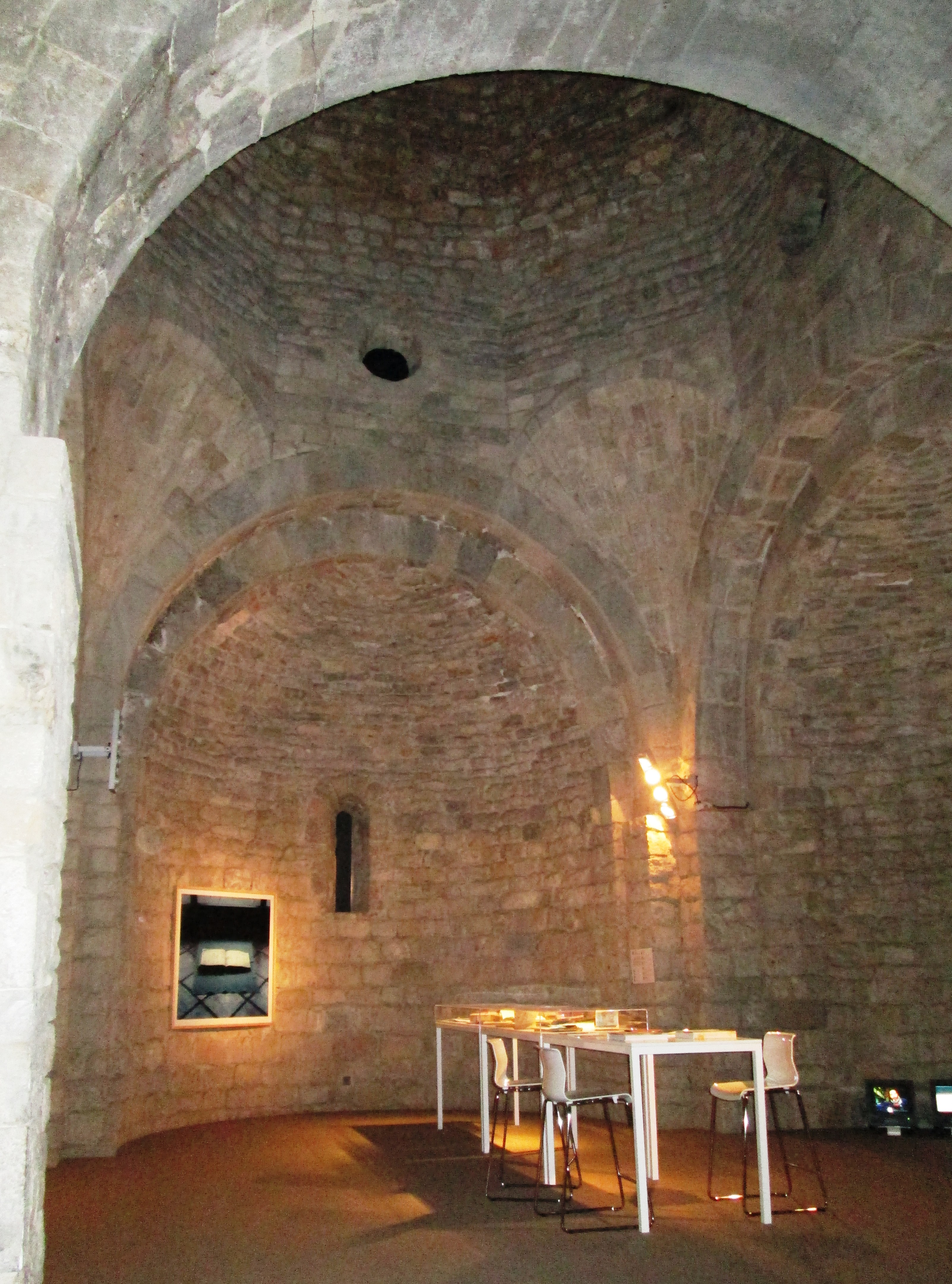
Interior de la nave en el que se aprecian los ábsides semicirculares y el arranque de la estructura de la cúpula octogonal sobre trompas

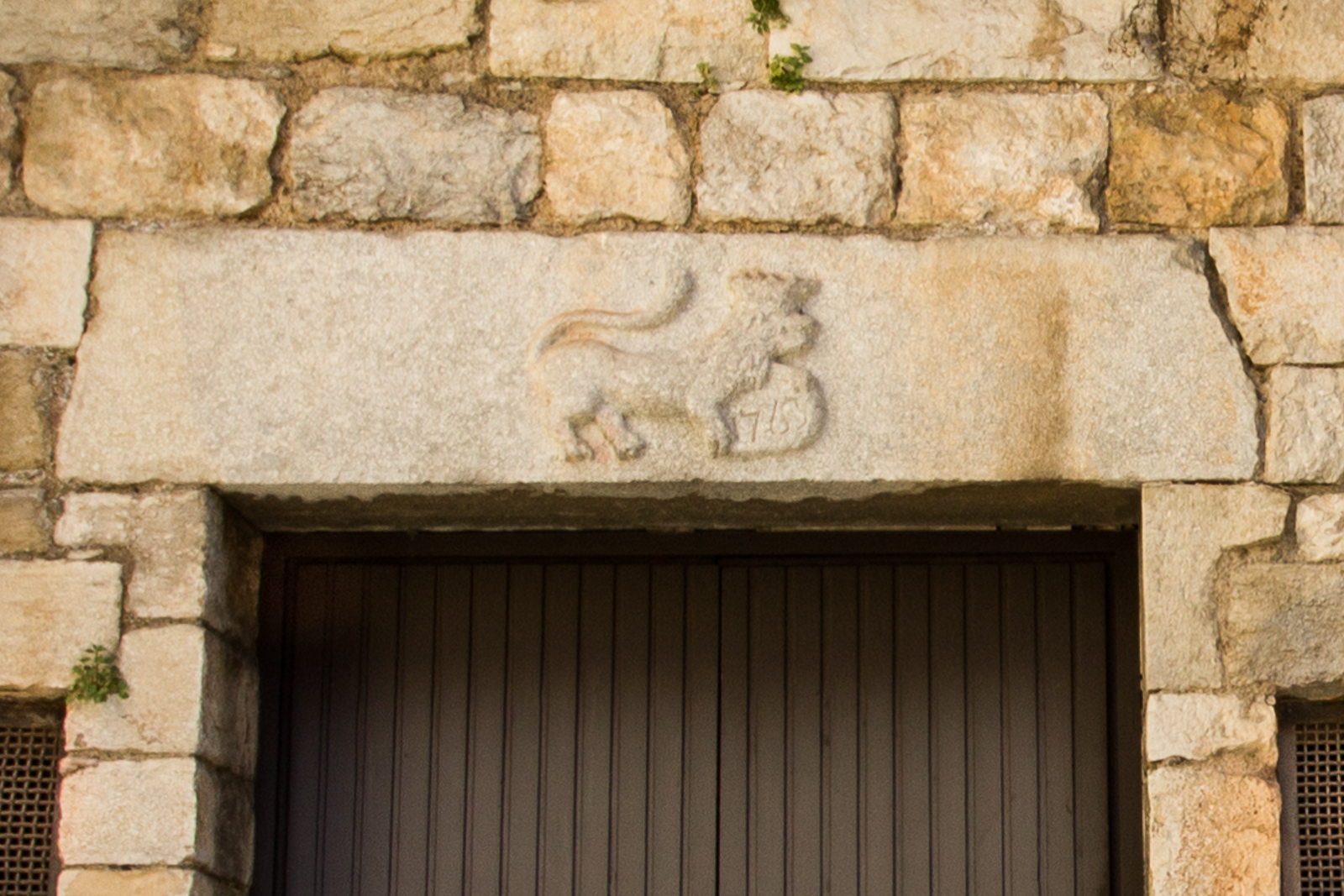
Dintel existente sobre una puerta situada en la fachada sur de la capilla en la que aparece representado un león coronado, símbolo del gremio de curtidores, y el año 1763

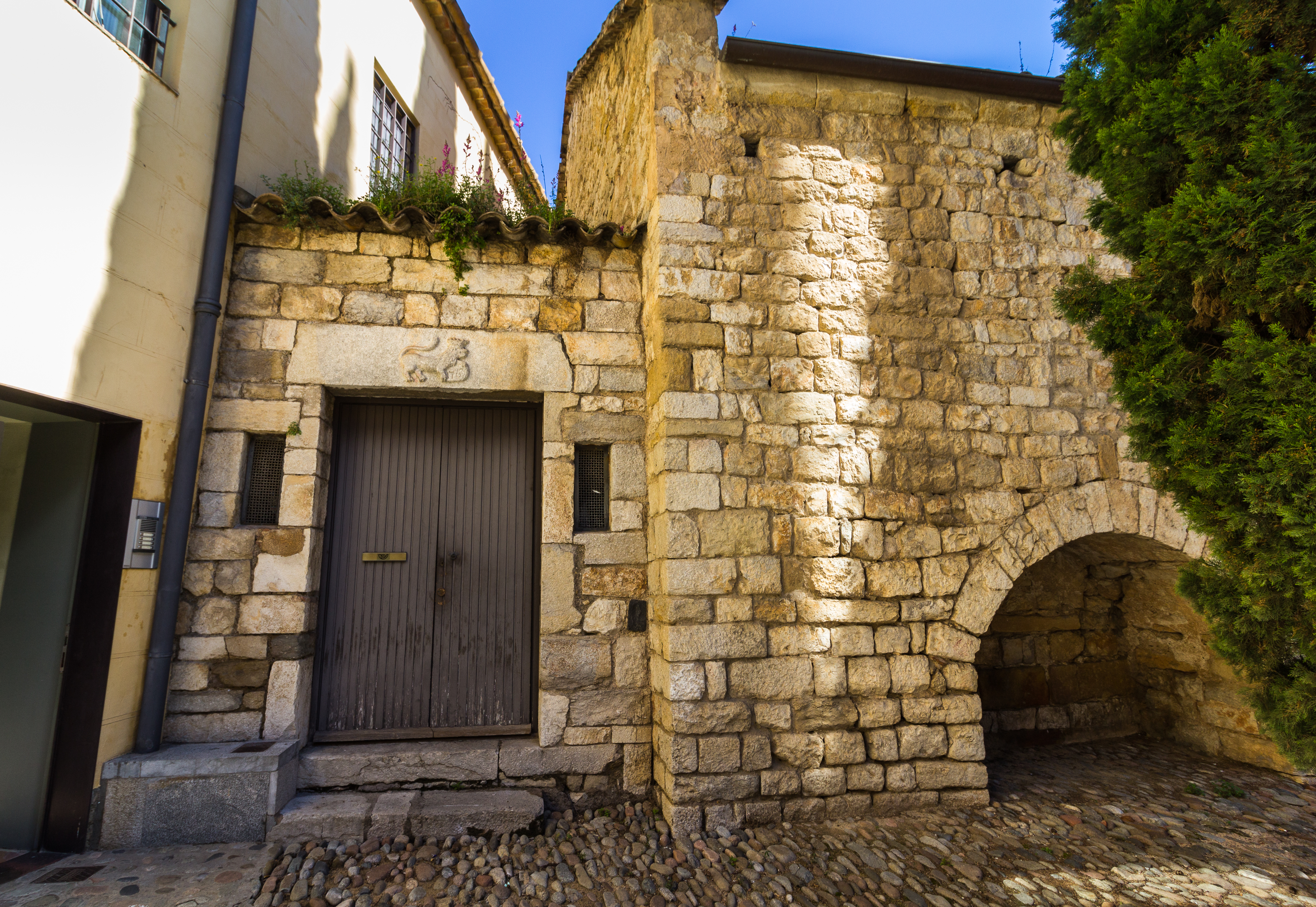
Volumen añadido a la fachada oeste en los trabajos de la restauración del monumento llevada a cabo en el año 1942

Su existencia está documentada en el año 1134 Su construcción es algo posterior a la de San Pedro de Galligans aunque su parte baja parece de tiempo algo anterior y tal vez fuera de una pequeña iglesia allí anteriormente construida. En este lugar había un cementerio altomedieval por lo que pudo tratarse de una capilla funeraria construida a partir de una tumba monumental. 
Más tarde, la capilla quedó vinculada al cementerio del monasterio e hizo funciones de parroquia en el barrio gerundense de San Pedro.
En su origen fue una construcción de planta central, cuadrada, con cuatro ábsides semicirculares y cubierta con una cúpula octogonal sobre trompas (iglesia tetralobulada). Más adelante, quizás en el siglo XIII, se suprimió el ábside occidental y se sustituyó por una nave cubierta con bóveda de cañón, tal y como hoy la conocemos. Existen otras iglesias de la misma época y características similares como la capilla de la Santa Cruz en Montmajor - Arlés (Francia).
Según Joaquín Pla Cargol, los contrafuertes exteriores de la nave son, probablemente, del siglo XV.
Fue la capilla gremial de los curtidores, que trabajaban en esta parte baja de la ciudad a orillas del río Galligans. En el año 1515 el gremio renovó la capilla con un retablo encargado al ebanista gerundense Bernat Albar.
Hasta comienzos del siglo XIX la capilla de San Nicolás se utilizaba para el culto por los habitantes del burgo de San Pedro, reservándose la iglesia del Monasterio para las funciones de la comunidad. Con todo, los bautizos, matrimonios y funerales solían celebrarse en San Pedro que, durante siglos, tuvo categoría de iglesia parroquial. Recoge el P. Villanueva, en su Viaje Literario (tomo XIV) que la iglesia de San Nicolás estaba edificada dentro del cementerio de la abadía de San Pedro. Y en el volumen XLV de La España Sagrada se afirma que después de la guerra de la Independencia salían de ella los Sacramentos lo cual prueba que funcionó como iglesia hasta 1835, año de la Desamortización. 
En el año 1840, después de la Desamortización y la correspondiente subasta por parte de la Administración del Estado, fue comprada por un particular para destinarla a almacén de maderas. Pasó por diversos propietarios, manteniendo el uso de almacén y serrería, hasta el año 1942 en el que se materializó la cesión de la propiedad al Ayuntamiento de Gerona.
Fue declarada monumento arquitectónico-artístico por Real Orden de 15 de marzo de 1919 del Ministerio de Instrucción Pública y Bellas Artes.
La restauración de la capilla se inició en el año 1940, dirigida por el arquitecto Alejandro Ferrant. Durante las obras el edificio se derrumbó. También recuperó el culto que se mantuvo hasta 1980.
En los años 1975 a 1977 se llevaron a cabo nuevas excavaciones arqueológicas que confirmaron que la capilla tenía originalmente una planta circular.

## Descripción
Edificio de una nave cubierta con bóveda de cañón y ábside trilobulado. Sus dimensiones son: longitud 29,2 m; anchura en el crucero 8,6 m; altura de la bóveda 7 m y altura de la bóveda en el crucero 9,5 m. La bóveda de la nave está construida, en parte, con piedra volcánica, muy porosa y ligera de peso, para aminorar su peso. El extremo oeste de la nave aparece sin puerta alguna exterior ni resto de haber existido fachada debido, probablemente, a su demolición al edificarse, casi pegado a ella, el Hospital de Clérigos. 
En los trabajos de restauración llevados a cabo en el año 1944 se adosó a la fachada occidental un pequeño volumen destinado a sacristía. En este añadido se colocó la puerta abierta en 1763 en la fachada meridional, y que se trasladó desde su posición original. Su dintel muestra un león coronado que representa al gremio de curtidores. 
El cimborio presenta una decoración a base de arcuaciones ciegas, com en el caso del ábside, propia del siglo XII. Con la excepción del cimborrio, la obra está hecha con sillares pequeños y regulares, lo que le otorga un cierto carácter arcaico.
El interior está actualmente desprovisto de ornamentación y se destina a espacio cultural para exposiciones, siendo la más importante la que cada año se realiza en la primera quincena del mes de mayo con el nombre de “Girona tiempo de flores”.
El monumento tiene la categoría de Bien de Interés Cultural por la Generalidad de Cataluña.